# The Rhythm of the Saints
Vous pouvez aider à l'améliorer ou bien discuter des problèmes sur sa page de discussion.
- Il ne cite pas suffisamment ses sources. Vous pouvez indiquer les passages à sourcer avec {{référence nécessaire}} ou {{Référence souhaitée}}, et inclure les références utiles en les liant aux notes de bas de page. (Marqué depuis avril 2024)
- Certaines informations devraient être mieux reliées aux sources mentionnées dans la bibliographie ou les liens externes. Améliorez sa vérifiabilité en les associant par des références. (Marqué depuis avril 2024)

- Archive Wikiwix
- Bing
- Cairn
- DuckDuckGo
- E. Universalis
- Gallica
- Google
- G. Books
- G. News
- G. Scholar
- Persée
- Qwant
- (zh) Baidu
- (ru) Yandex
- (wd) trouver des œuvres sur Wikidata

Albums de Paul Simon
Graceland
(1986) Concert in the Park
(1991)
The Rhythm of the Saints est le huitième album studio solo de l'auteur-compositeur-interprète américain Paul Simon, sorti le 16 octobre 1990 sur Warner Bros[réf. nécessaire]. De la même manière que l'album Graceland de Simon de 1986 s'est inspiré de la musique sud-africaine[réf. nécessaire], cet album a été inspiré par les traditions musicales brésiliennes[réf. nécessaire].
Comme son prédécesseur, l'album a connu un succès commercial et a reçu des critiques majoritairement favorables[source secondaire nécessaire]. En 1992, The Rhythm of the Saints a remporté deux nominations pour les 34e Grammy Awards – Album de l'année et Producteur de l'année[réf. nécessaire].